# Oghamsteine von Coláiste Íde
Die sieben Oghamsteine von Coláiste Íde sind Teil der Sammlung (zwei weitere stehen bei Chute Hall) von Lord Ventry und stehen (5) oder liegen (2) etwa 2,5 km westlich von Dingle im County Kerry, an der Südwestseite der Bucht Dingle Harbour an der Straße nach Burnham House (dem früheren Anwesen Lord Ventrys, das jetzt das Mädcheninternat Coláiste Íde beherbergt) in Irland.
Vier der Oghamsteine stammen von Ballinrannig (irisch Baile an Reannaigh) bzw. vom dortigen Friedhof Cill Mhic an Oiléain, einer stammt von Burnham East und einer von Ballineesteenig (Baile an Ístínigh). Die Herkunft des siebten Steines ist unbekannt. Von Ballinrannig stammt auch der kleine Kreuzstein, der mit einem Bullaun hinter den Oghamsteinen aufgestellt ist.

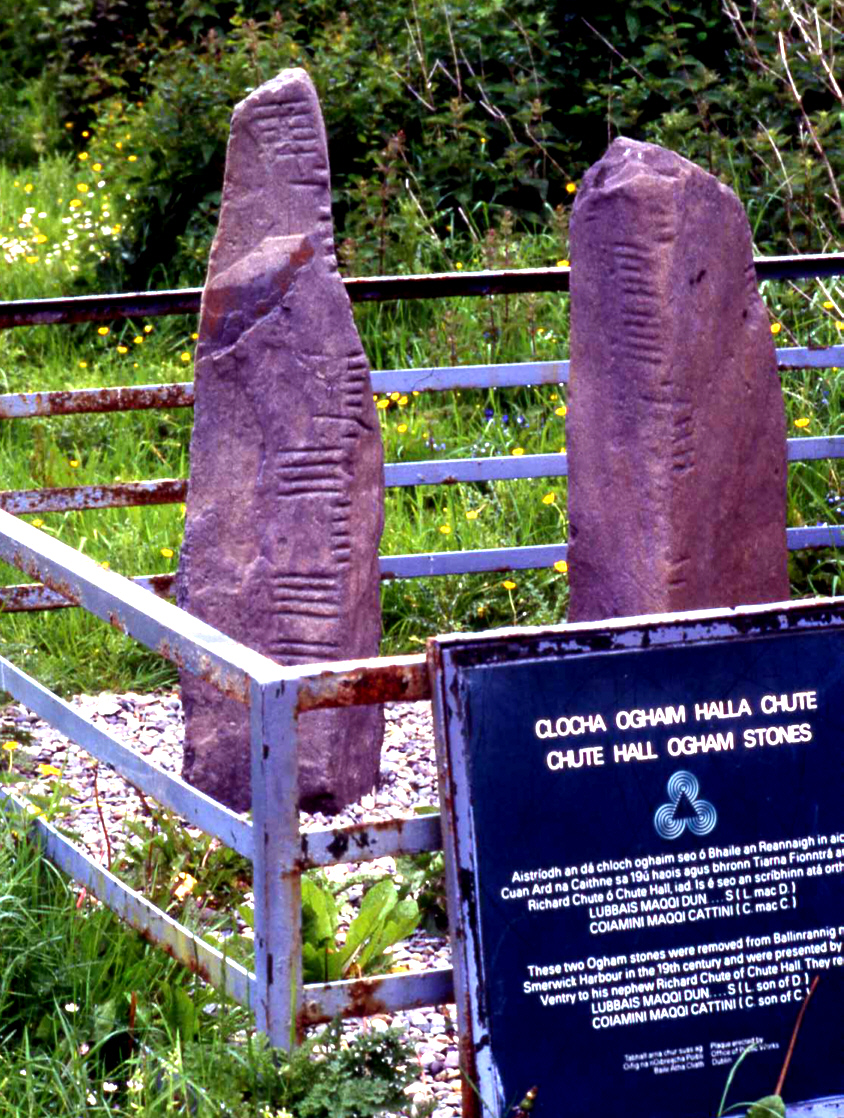
Die nach Chute Hall verbrachten Steine

## Die Steine von Ballinrannig
Die linken vier der fünf stehenden Steine stammen von Ballinrannig, das am Südufer des Smerwick Harbour nahe einer kleinen Landzunge liegt. 1782 legte ein Sturm sieben Oghamsteine, das Fragment eines weiteren Steines, einen Kreuzstein und einige Gräber sowie die Ruinen mehrerer Häuser frei. Eine zeitgenössische Skizze zeigt die Steine in einer halbkreisförmigen Anordnung auf einem Hügel. Lediglich ein Stein ist in der Nähe des Originalstandortes verblieben.
Der 0,99 m hohe, 0,33 m breite und 0,22 m dicke Stein hat die „No. Balig 1/1“. Die Inschrift ist sehr klar, läuft entlang der Seiten und lautet: DUBONIRRAS MAQQI TENAC (). Die letzten beiden Zeichen sind beschädigt. Das eine könnte ein C sein, das andere ist unleserlich.
Der 1,18 m hohe, 0,4 m breite und 0,22 m dicke Stein hat die „No. Balig 2/1“. Die Inschrift ist klar und lautet: MAQQI CUNITTI (M) A (Q) QI QETTI (A)
Der 1,16 m hohe, 0,34 m breite und 0,14 m dicke Stein hat die „No. Balig 3/1“. Die Inschrift lautet: () NAVICAS MAQI MUCO (I) () S Das letzte Wort ist nur durch ein Zeichen vertreten.
Der 0,91 m hohe, 0,26 m breite und 0,25 m dicke Stein trägt die Inschrift BROINIONAS und die „No. Balig 4/1“.

## Die anderen Steine von Coláiste Íde
Von Ballineesteenig stammt der 1,98 m lange und etwa 32 cm dicke wassergerundete, (engl. Pulvinar genannte) Stein „No. Balee“. Die Inschrift lautet: MOINEA MAQI OLACON. Der 1790 entdeckte Stein, auf dem auch ein kleines lateinisches Kreuz eingeritzt ist, wurde später zerschlagen.
Woher der 1,05 m lange und etwa 36,5 cm dicke andere wassergerundete Stein mit der „No. Brham/1/1“ stammt, ist genau nicht bekannt (vermutlich Burnham East). Die Inschrift lautet: MAQQI ERCCIA MAQQI MUCOI DOVINIA.
Über den kleinsten, den fünften der stehenden Oghamsteine gibt es keine Informationen.

## Der in Ballinrannig verbliebene Stein
Der 1,76 m hohe, 0,63 m breite und 0,18 m dicke Oghamstein ist der einzige des ehemals siebenteiligen Fundes, der an der Bucht Smerwick Harbour verblieb. Es wurde auf der Kuppe südlich der Bucht wieder aufgerichtet. Die Inschrift lautet: „CUNAMAQQI CORBBI MAQQI MUCCOI DOVVINIAS“.